# فرودگاه شهری کلیرمانت
فرودگاه شهری کلیرمانت (به انگلیسی: Claremont Municipal Airport) یک فرودگاه همگانی بهره‌برداری هوایی است که یک باند فرود آسفالت دارد و طول باند آن ۹۴۵ متر است. این فرودگاه در کشور ایالات متحده آمریکا قرار دارد و در ارتفاع ۱۶۶ متری از سطح دریا واقع شده‌است.